# Myrmecia comata
Myrmecia comata är en myrart som beskrevs av Clark 1951. Myrmecia comata ingår i släktet bulldoggsmyror, och familjen myror. Inga underarter finns listade i Catalogue of Life.